# Oudalle
Oudalle là một xã thuộc tỉnh Seine-Maritime trong vùng Normandie miền bắc nước Pháp.

### Huy hiệu
| Arms of Oudalle | The arms of Oudalle are blazoned: Argent, a chevron inverted vert in chief a wolf head erased sable, and on a chief azure, a drakkar Or. |

## Dân số
| 1962                                 | 1968 | 1975 | 1982 | 1990 | 1999 | 2006 |
| ------------------------------------ | ---- | ---- | ---- | ---- | ---- | ---- |
| 121                                  | 151  | 183  | 252  | 330  | 368  | 359  |
| Từ năm 1962: Dân số không tính trùng |      |      |      |      |      |      |